# Epimecis diffundaria
Epimecis diffundaria là một loài bướm đêm trong họ Geometridae.